# Jordspindling
Jordspindling (Cortinarius umbrinolens) är en svampart som beskrevs av P.D. Orton 1980. Jordspindling ingår i släktet Cortinarius och familjen spindlingar.  Arten är reproducerande i Sverige. Inga underarter finns listade i Catalogue of Life.